# احمد سبحانی
احمد سبحانی دیپلمات ایرانی است که در چندین کشور سفیر جمهوری اسلامی ایران بوده است.

## مسئولیت‌ها
سبحانی سفیر پیشین ایران در ونزوئلا و کلمبیا و همچنین مدیر کل اسبق آمریکای لاتین و غرب آسیای وزارت امور خارجه است.
او چهار سال در دورهٔ خاتمی و یک سال در دورهٔ احمدی‌نژاد سفیر ایران در ونزوئلا بود.
احمدی‌نژاد یک سال پس از رسیدن به قدرت، او را برکنارو در سال ۱۳۸۶ او را به قائم مقامی معاونت اروپا و آمریکای وزارت امور خارجه منصوب کرد.در سال‌های ۱۳۸۳ و ۱۳۸۵ سفیر نمونه و در سال ۱۳۸۰ مدیر نمونه کشور شده است. سبحانی از سفیران سابقی بود که در سال ۱۳۹۴ پس از امضای برجام در نامه ای از آن حمایت کردند.
سبحانی در قسمت هفتم سفرنامه برنامه ثریا به آمریکای لاتین اعلام کرد جزو مخالفان برجام بوده است.

## زندگی شخصی
محمدجواد سبحانی معروف به ساشا سبحانی (متولد ۱۳۶۷)، فرزند احمد سبحانی در خارج از ایران زندگی می‌کند و گردانندهٔ یک سایت اینترنتی پیش‌بینی و کازینوی آنلاین است و به دلیل انتشار برخی ویدئوها در فضای مجازی خبرساز شده است.
احمد سبحانی از فرزندش اعلام برائت کرده و در بهار ۱۴۰۱ اعلام کرد بیش از ۵ سال است که با فرزندش قطع ارتباط کرده.

## عناوین و افتخارات

### افتخارات خارجی
- صلیب اعظم نشان آزادیبخش (۶ سپتامبر ۲۰۰۶, ونزوئلا)[۱۴]